# Mudhol(Rural), Mudhol
Mudhol(Rural) là một làng thuộc tehsil Mudhol, huyện Bagalkot, bang Karnataka, Ấn Độ.